# Інший бік гори
Інший бік гори (англ. The Other Side of the Mountain) — американський мелодраматичний біографічний фільм 1975 року режисера Ларрі Пірса.

## Синопсис
Талановита, багатообіцяюча лижниця Джилл Кінмонт (Мерилін Гассетт) могла здолати будь-яку гору та найкрутіший схил. У неї був успіх, шанувальники, наречений та вдала спортивна кар'єра. Проте одного разу, якраз напередодні Олімпійських ігор, трагічний випадок круто змінив її життя …

## У ролях
| Актор              | Роль              |
| ------------------ | ----------------- |
| Мерилін Гассетт    | Джилл Кінмонт     |
| Бо Бріджес         | Дік Буєк          |
| Белінда Монтґомері | Одра Джо Ніколсон |
| Нен Мартін         | Джун Кінмонт      |
| Вільям Брайант     | Білл Кінмонт      |
| Дебні Коулмен      | Дейв Маккой       |
| Білл Вінт          | Бадді Вернер      |
| Гемптон Фанчер     | Лі Задроґа        |
| Вільям Рорік       | доктор Піттман    |
| Дорі Бреннер       | Кукі              |
| Гріффін Данн       | Гербі Джонсон     |
| Волтер Брук        | Дін               |
| Тоні Беккер        | Джері Кінмонт     |
| Воррен Міллер      | доктор Ендерс     |
| Робін Пеппер       | Скейтер Вернер    |
| Грег Мабрі         | Боб Кінмонт       |
| Джоселін Джонс     | Лінда Майєрс      |

## Нагороди
- 1976 — Премія «Золотий глобус» Мерилін Гассетт у номінації найкращий дебют акторки за роль Джилл Кінмонт[2].